# بازپس‌گیری جزایر سه‌گانه ایران در خلیج فارس
بازپس‌ گیری جزایر سه‌ گانه ایران در خلیج فارس توسط نیروی دریایی شاهنشاهی ایران در ۹ آذر ۱۳۵۰، اندکی پس از خروج نیروهای انگلیسی از جزایر ابوموسی و تنب بزرگ و کوچک که همگی در تنگه هرمز بین خلیج فارس و خلیج عمان واقع شده‌اند، صورت گرفت. دولت شاهنشاهی ایران بر هر دو مجموعه جزیره ادعای حاکمیت کرده بود، در حالی که امارت رأس الخیمه بر تنب بزرگ و کوچک و امارت شارجه بر ابوموسی ادعا داشتند.
پس از بازپس‌گیری جزایر توسط ایران، هر دو امیرنشین شارجه و رأس‌الخیمه به ترتیب در ۲ دسامبر ۱۹۷۱ و ۱۰ فوریه ۱۹۷۲ به امارات متحده عربی تازه تأسیس ملحق شدند که باعث شد این اعدای ارضی نسبت به جزایر ایرانی به امارات متحده عربی منتقل شود. این جزایر همچنان موردادعای امارات متحده عربی است.
بر روی زمین، ایران از زمان بازپس‌گیری جزایرش در سال ۱۳۵۰، کنترل خود را بر این جزایر حفظ کرده است، در حالی که امارات متحده عربی تلاش‌های متعددی را از طریق مجاری بین‌المللی برای به دست آوردن کنترل حاکمیتی بر جزایر انجام داده است.

## پیش زمینه
به گفته پیروز مجتهدزاده ایران‌شناس، تنب‌ها از سال ۱۳۳۰ تا ۱۵۰۷ که پرتغال به آنها حمله کرد، در قلمروی پادشاهان هرمز بودند. پرتغالی‌ها تا سال ۱۶۲۲ جزیره را در اشغال خود داشتند تا اینکه شاه عباس آنها را اخراج کرد. این جزایر از سال ۱۶۲۲ تا ۷ ژوئن ۱۹۲۱، زمانی که توسط امپراتوری بریتانیا اشغال شد و تحت اداره امارت شارجه قرار گرفتند، بخشی از امپراتوری‌های مختلف ایران بودند.
در ۸ آذر ۱۳۵۰، اندکی پیش از پایان تحت الحمایگی بریتانیا و تشکیل امارات متحده عربی، ایران و حاکم شارجه یادداشت تفاهمی برای اداره مشترک ابوموسی امضا کردند. بر اساس این تفاهم نامه، شارجه قرار بود یک ایستگاه پلیس محلی در ابوموسی داشته باشد و ایران طبق نقشه پیوست شده به تفاهم نامه، نیروهای خود را در جزیره مستقر کند. ایران و شارجه هر کدام باید در مناطق تعیین‌شده دارای نفوذ کامل می‌بودند و پرچم‌های آنها همچنان افراشته می‌شد. این تفاهم نامه شامل توزیع برابر درآمدهای نفتی بود. در همان روز ایران تنب بزرگ و کوچک را پس گرفت. یک روز بعد، در ۹ آذر ۱۳۵۰، ایران ابوموسی را بازپس گرفت.

## عملیات

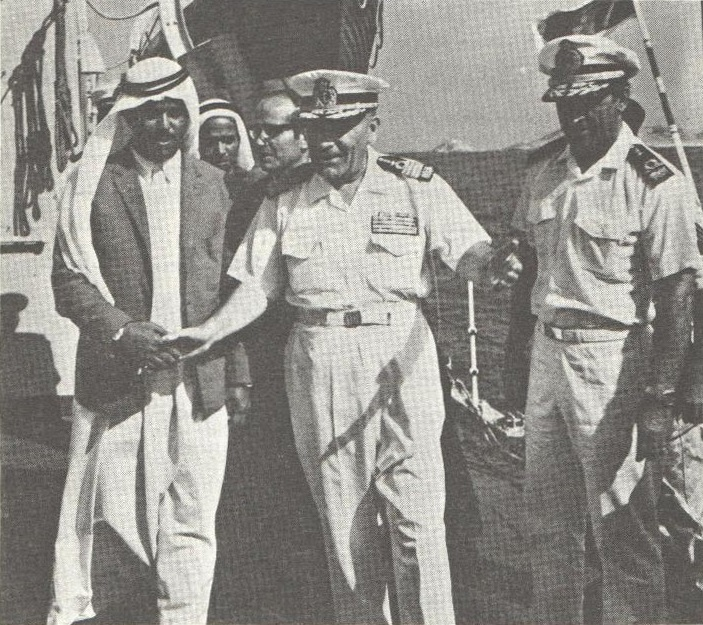
استقبال شیخ صقر، برادر حاکم شارجه از نیروهای ایرانی در کشتی آرتمیس، در ابوموسی، ۱۹۷۱

در سپیده‌دم ۸ آذر ۱۳۵۰، هلیکوپترهای ایران بر فراز جزیره تنب بزرگ به پرواز درآمدند و جزوه‌هایی را که به زبان فارسی نوشته شده بود رها کردند و در آن با تأکید در حاکمیت ایران بر این جزایر به قصد ایران به برگشت به خاک خود را اطلاع داده و به مقامات نظامی و ساکنان جزیره اعلام کرد که در زمان بازگشت ارتش ایران مقاومت نکرده و تسلیم شوند. در تنب بزرگ و کوچک، حاکم رأس‌الخیمه، صقر بن محمد القاسمی که با ایران توافق‌نامه‌ای امضا نکرده بود، در برابر نیروهای ایرانی که به جزایر تنب بزرگ و کوچک اعزام شده بودند، مقاومت کرد.
ساعت ۵:۳۰ بعد از ظهر ۹ آذر ۱۳۵۰، یک گروه از نیروهای مسلح ایران با حمایت نیروی دریایی شاهنشاهی جزایر تنب بزرگ و کوچک را بازپس گرفتند. در تنب بزرگ، نیروهای ایرانی به پلیس‌های مستقر در جزیره دستور پایین آوردن پرچم رأس‌الخیمه را دادند. سالم سهیل بن خمیس، یکی از شش پلیس مستقر در این ایستگاه، برخلاف معاهده امضا شده با دولت شارجه عمل کرده و به سوی نیروهای ایرانی اقدام به تیراندازی که در درگیری با نیروهای ایرانی کشته شد. پلیس رأس‌الخیمه در تنب بزرگ به سمت نیروهای ایرانی آتش گشود و در نتیجهٔ تبادل آتش، چهار پلیس رأس‌الخیمه و سه سرباز ایرانی کشته شدند. سپس، نیروهای ایرانی ایستگاه پلیس، مدرسه و تعدادی خانه در مناطق اشغال شده توسط امارات را تخریب کرده و افراد مهاجر ساکن را به سمت رأس‌الخیمه بازپس فرستادند. پیکر افراد کشته شده در جزیره دفن شد. نیروی دریایی شاهنشاهی ایران کنترل این جزایر را با مقاومت اندکی که از سوی نیروهای پلیس عرب مستقر در آن‌جا صورت گرفته بود، به دست گرفت. جمعیت تنب بزرگ در سال ۱۹۷۱، ۱۵۰ نفر بود. به گفته نویسنده، ریچارد ن. شوفیلد، یک منبع ادعا داشته است که در آن زمان ۱۲۰ نفر از جمعیت غیرنظامی عرب مهاجر از راس الخیمه در تنب بزرگ از این جزیره بازگردانده شده‌اند، اما براساس گزارش‌های دیگر، مدتی قبل از وقوع این حادثه هیچ‌کس در این جزیره سکونت نداشته است.
در ۹ آذر ۱۳۵۰، یک گروه از سربازان ایرانی وارد جزیره ابوموسی شدند تا بتوانند بخش‌هایی را که در تفاهم‌نامه با شارجه مشخص شده بود بازپس بگیرند. عملیات فتح ابوموسی به فرماندهی فرمانده نیروی دریایی رهبری شد که با استقبال و پذیرایی از طرف برادر امیر شارجه و برخی از دستیاران وی مواجه شد. نایب امیر شارجه بر روی ناوشکن آرتمیس ایران با فرمانده ایرانی دیدار کرد و یک نسخهقرآن آریامهر را هدیه گرفت. پس از صرف چای هیئت شارجه ای کشتی را ترک کرد و سربازان ایرانی موضع خود در جزیره را تثبیت کردند. حاکم شارجه مجبور شد با مذاکره موافقت کند زیرا او به غیر از این گزینه هیچ راه حل دیگری نداشت. او برای دو موضوع مذاکره کرد: اول برای تداوم کنترل بر بخش باقی‌مانده [در دست امارت شارجه] جزیره و موضوع دوم که مطلوب امیر شارجه و بر موضوع اول ترجیح داشت، کنترل مجدد بر بخش دیگر جزیره [در دست ایران] بود. طرفین برای راضی کردن مخاطبان داخلی شان هر یک تفسیر خود از آن را بیان کردند. در همان روز، امیرعباس هویدا، نخست‌وزیر ایران رسماً خبر تصرف جزایر تنب بزرگ و کوچک و بخشی از جزیره ابوموسی را اعلام کرد و اظهار داشت که پرچم ایران بر روی نوک کوه حلوا، مرتفع‌ترین نقطه جزیره ابوموسی برافراشته شده است. وی گفت: «به دنبال مذاکرات طولانی با دولت انگلستان، حاکمیت ایران بر جزایر اعاده شد. وی سپس اظهار داشت دولت شاهنشاهی ایران به هیچ وجه از حق سلطه و حاکمیت خود بر سراسر جزیره ابوموسی صرف‌نظر نکرده و نخواهد کرد و بنابراین، حضور مأموران محلی در قسمتی از جزیره ابوموسی نباید به هیچ عنوان منافی یا متناقض با این سیاست اعلام شده تعبیر و تلقی شود». شیخ شارجه اعلام کرد که قرارها موقتی است و هدف از آن جلوگیری از خونریزی و بحران است.

## تلفات
ایران اعلام کرد که سه تن از نیروهایش کشته و یک تن زخمی شده و چهار پلیس کشته و پنج تن دیگر زخمی شده‌اند. امارات مدعی شده است که یک پلیس در حین دفاع از جزیره جان خود را از دست داده است.

## پیامدها
ایران با بیان این موضوع که این جزایر از قرن ششم قبل از میلاد بخشی از امپراتوری ایران بوده‌اند، علت حضور خود را در این جزایر بر اساس این مستندات تاریخی و حقوقی بیان کرد در برابر امارات متحده عربی ادعا کرد که اعراب کنترل و حاکمیت جزایر را از قرن هفتم قبل از میلاد حفظ کرده‌اند پرتغالی‌ها در نوشتارهای خود در دوران حضورشان در خلیج فارس (۱۵۱۸) بر این نظر بودند این جزیره‌ها در سکونت و حاکمیت اعراب بوده‌اند. اما در دوران پیش از آن به‌طور مشخص ابن حوقل، ابن فقیه و استخری عبارت‌های مشابهی دارند:
این دریا که از سند و کرمان تا فارس ادامه دارد و به جناوه، مهروبان، سیراف و عبادان(آبادان) ختم می‌شود، در میان همه سرزمین‌ها با نام فارس خوانده می‌شود زیرا مملکت فارس(ایران) از همه کشورها آبادتر و پیشرفته تر بوده و پادشاهان آن همه کرانه‌های دور و نزدیک این دریا را تحت کنترل خود دارند. به روزگار گذشته پادشاهان فارس بزرگ‌تر و قوی‌تر بوده‌اند و هم در این روزگار، مردمان پارس برهمه سواحل و کرانه‌های این دریا مستولی‌اند"(حاکمیت دارند).
"این جزایر همواره از گذشته‌های بسیار دور بخشی از قلمرو ایران بوده‌اند و در قرن‌های ۱۸ و ۱۹ میلادی جزء حوزهٔ صلاحیت و حکمرانی بندر لنگه به حساب می‌آمدند که خود یک بخش اداری از استان فارس بوده است.
حاکمیت ایران بر این جزایر در کتاب‌ها، اسناد تاریخی، نقشه‌های جغرافیایی و به خصوص در اسناد رسمی، گزارش‌های اداری و پانویس‌های وزارت خارجه و دفتر امور هندوستان در انگلستان در خلال قرن‌های ۱۷ و ۱۸ و بخش اعظم قرن ۱۹ و در اسناد و نقشه‌های روسیه و آمریکا نیز منعکس شده است.
بازپس‌گیری این جزایر، موضوع منبع تنش‌هایی بین امارات و ایران شد. پس از انقلاب ۱۳۵۷ در همان دوران اولیه و در سال ۱۳۵۹–۱۹۸۰، امارات ادعای خود را به سازمان ملل برد، اما این ادعا توسط شورای امنیت سازمان ملل در آن زمان به تعویق افتاد و مجدداً مورد بررسی قرار نگرفت.
همچنین در گفتگوی بین امارات و ایران در سال ۱۳۷۰–۱۹۹۲ ایران با رد ادعاهای امارات متحده عربی در این مورد وارد مذاکره نشد در نتیجه امارات تلاش کرد تا ادعای خود در این خصوص را به دیوان بین‌المللی دادگستری بکشاند، اما ایران نپذیرفت. بر اساس اسناد دولت ایران بیان کرده است که این جزایر همیشه متعلق به این کشور بوده و هرگز از مالکیت جزایر انصراف نداده و آنها بخشی از قلمروی ایران هستند. در برابر امارات ادعا می‌کند که این جزایر در طول قرن نوزدهم تحت کنترل شیوخ قاسمی بودند که حقوق آنها در سال ۱۹۷۱ به امارات به ارث رسید. ایران با بیان اینکه حاکمان محلی قاسمی در بخشی از قرن نوزدهم در واقع بر اساس سواحل ایرانی و نه عرب بودند و در نتیجه تابع ایران شده بودند، بر نادرستی این ادعا مقابله می‌کند.